# Naughty Mouse
Naughty Mouse è un videogioco platform a schermata fissa per arcade sviluppato e pubblicato da Amenip nel 1981. Ebbe anche una versione aggiornata, Woodpecker, uscita nello stesso anno.

## Modalità di gioco
Naughty Mouse è articolato in cinque ripetitivi livelli, strutturati in un insieme di piattaforme dove sono localizzati cinque nidi con sopra le uova d'uccello. Il giocatore controlla un topo, il cui suo scopo è mangiare tutte le uova prima che si schiudano. Un timer fa il conto alla rovescia fino al momento della schiusa e si guadagnano punti per ogni uovo a seconda del tempo rimanente. Ogni volta che un uovo viene divorato, al posto del nido vedrà apparire una casetta.
Il topo può salire e scendere le scale per raggiungere diversi piani e accedere ai nidi, ma andando avanti coi livelli potrebbero rompersi. È fondamentale evitare il contatto con gli uccelli, poiché ogni collisione comporta la perdita di una vita; una volta averle esaurite avviene il game over. Tuttavia, quando il topo si trova all'interno di una casetta, rimane stabilmente al sicuro dagli scontri con gli uccelli. Durante la sessione, alcune parti del pavimento si sollevano casualmente e temporaneamente, il che può essere sia un vantaggio, proteggendo il topo dagli uccelli per alcuni secondi, sia uno svantaggio, intrappolandolo o bloccandolo per un breve periodo. Il giocatore potrà raccogliere il power-up (un pezzo di formaggio) che rende il topo per un po' invincibile, permettendogli di muoversi senza essere toccato dagli uccelli.
La versione aggiornata del titolo, intitolata Woodpecker, presenta alcune significative differenze rispetto all'originale. Innanzitutto i livelli sono stati completamente rivisitati, diventando meno lineari e più impegnativi da completare. I nidi con le uova sono otto anziché cinque. Prima che un livello comincia appare un picchio, il quale crea buchi nel pavimento che impediranno al topo di attraversare. Lo stesso volatile piomberà addosso costantemente e deve essere evitato per non perdere una vita. Infine, il topo diventando invincibile tramite il power-up può mettere ora fuori gioco gli uccelli per qualche istante.